# Вакциниум
Вакци́ниум (лат. Vaccínium) или Ягодник — род вечнозелёных и листопадных кустарников, полукустарников и кустарничков (изредка деревьев, лиан) семейства Вересковые (Ericaceae). Большинство видов — из Северного полушария, но некоторые виды встречаются и в Южном. В русскоязычной литературе используются различные русские названия для этого рода, в том числе «черника» и «ягодник».
К этому роду относятся многие интересные и полезные для человека растения — брусника, голубика высокорослая, голубика обыкновенная, клюква, красника, черника: ягоды этих видов съедобны и обладают рядом ценных свойств. Некоторые виды ради съедобных ягод культивируются, в том числе в промышленном масштабе (в первую очередь это относится к клюкве крупноплодной и голубике высокорослой). В медицинских целях используются и другие части растений — например, листья брусники и черники. Некоторые растения находят применение в декоративном садоводстве.

## Название
Научное название рода взято из классической латыни: у Плиния Старшего слово vaccinium встречается как название растения («тип ягоды»; возможно, имелась в виду черника; лат. bacca — ягода). Изредка приводится версия, что название Vaccinium произошло от латинского слова vacca — корова (vaccinus — коровий) и объясняется полезными свойствами ягод, сравнимыми с пользой от коровы в хозяйстве.
В литературе встречается несколько русских наименований этого рода: по транслитерации научного названия — вакциниум; как перевод научного названия — ягодник; по собственным русским названиям наиболее известных видов этого рода (брусники, голубики и черники) — брусничник, брусника, голубика, черника, черничник, клюква.

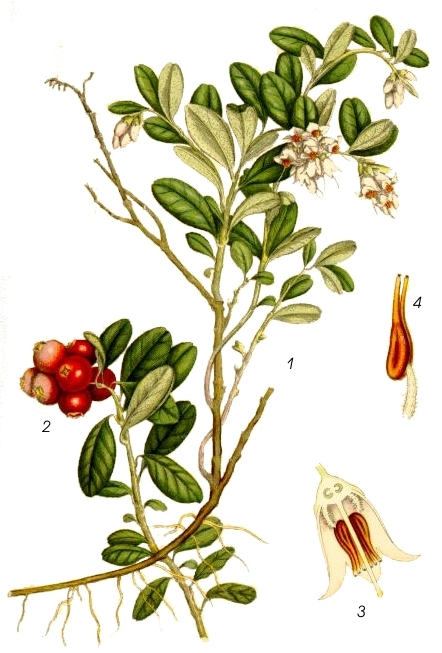
Брусника (Vaccinium vitis-idaea)..
1 — побег с цветками, 2 — ягоды, 3 — цветок в разрезе, 4 — тычинка (видны два рога, характерные для всех вересковых)

Синонимика вакциниума включает следующие названия:
- Hornemannia Vahl (1810)
- Hugeria Small (1903)
- Neojunghuhnia Koord. (1909)
- Oxycoccus Hill (1756)
- Rigiolepis Hook.f. (1873)

## Распространение
Естественный ареал подавляющего большинства видов — регионы с холодным и умеренным климатом Северного полушария; имеются виды, растущие в Андах, а также тропические виды, распространённые на Гавайских островах, на Мадагаскаре, в Южной Африке.
Растения, представляющие этот род, растут большей частью на открытых пространствах или в светлых лесах, предпочитают кислые почвы. Некоторые виды приспособились к жизни на сфагновых болотах: например, голубика обыкновенная, представители подрода Клюква. Некоторые виды вакциниума образуют сплошные заросли: например, черника обыкновенная — в субальпийском поясе Карпат, клюква на сфагновых болотах.

## Биологическое описание

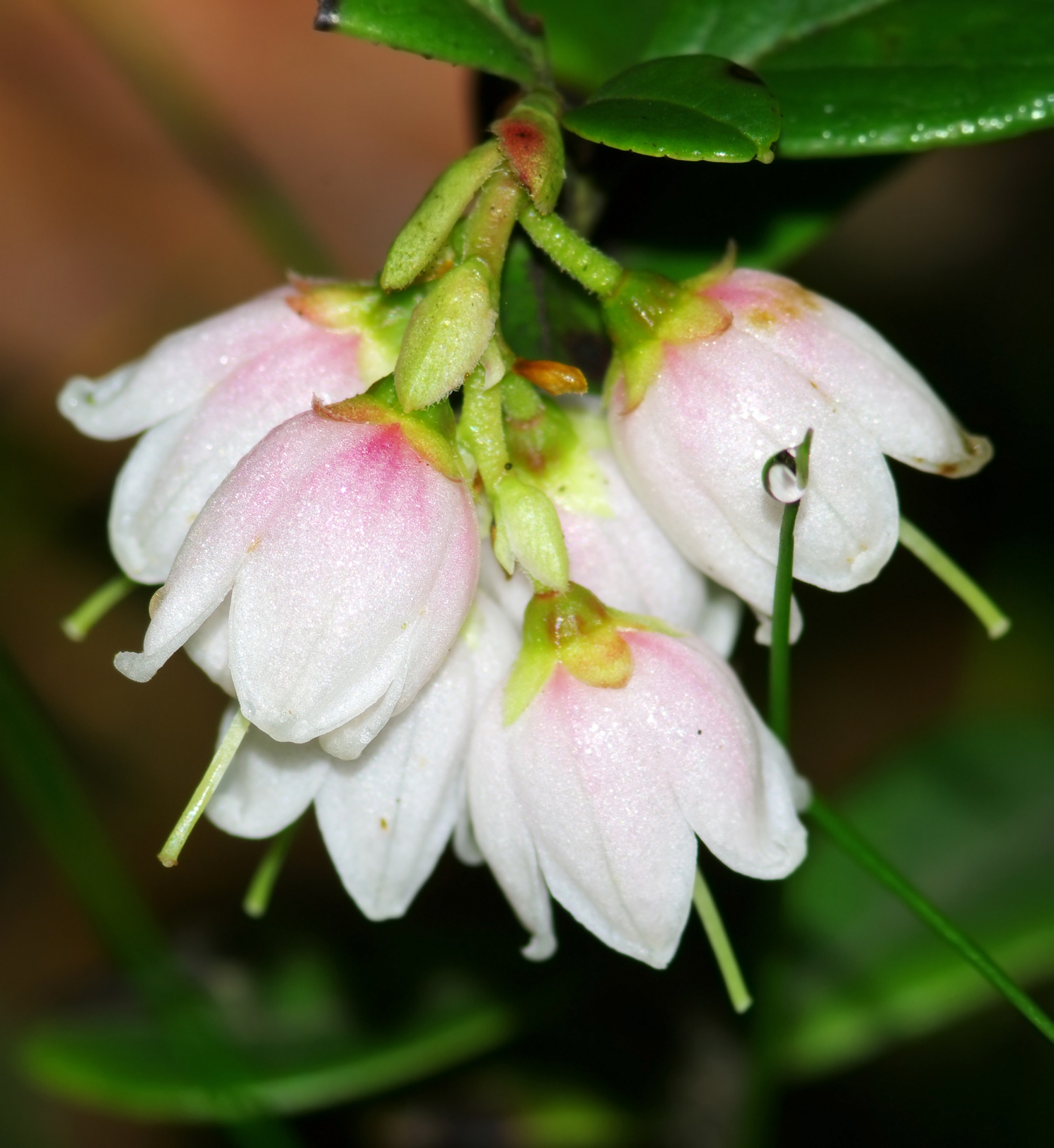
Цветки Брусника|брусники (Vaccinium vitis-idaea) крупным планом

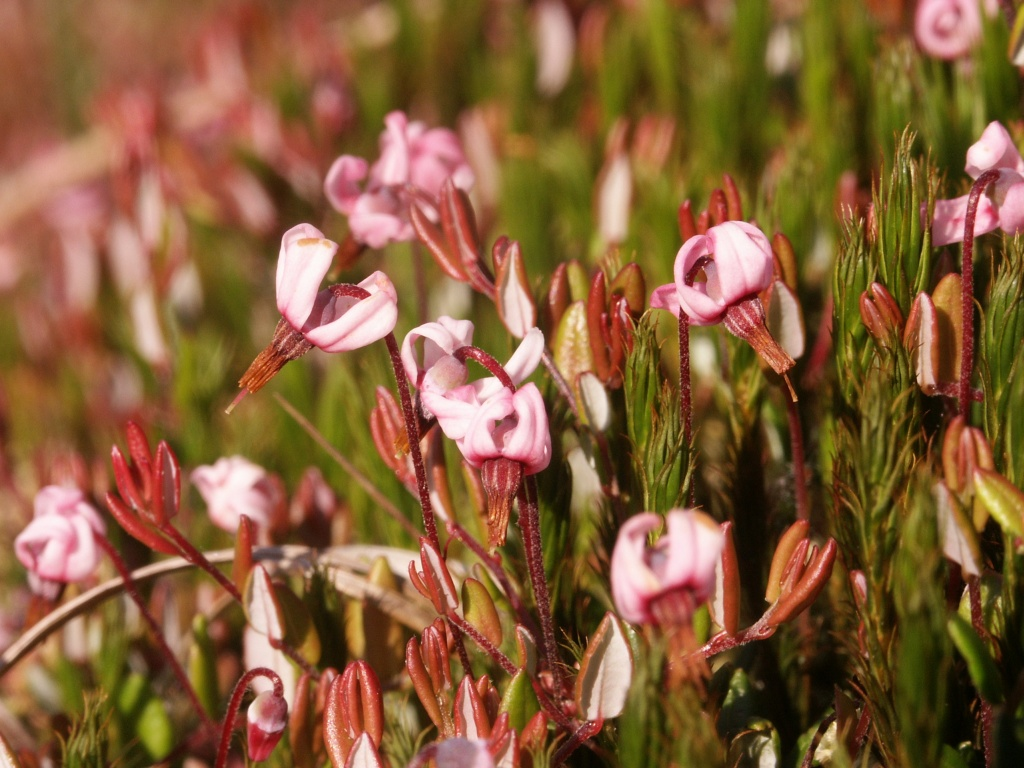
Цветущая клюква обыкновенная (Vaccinium oxycoccos)

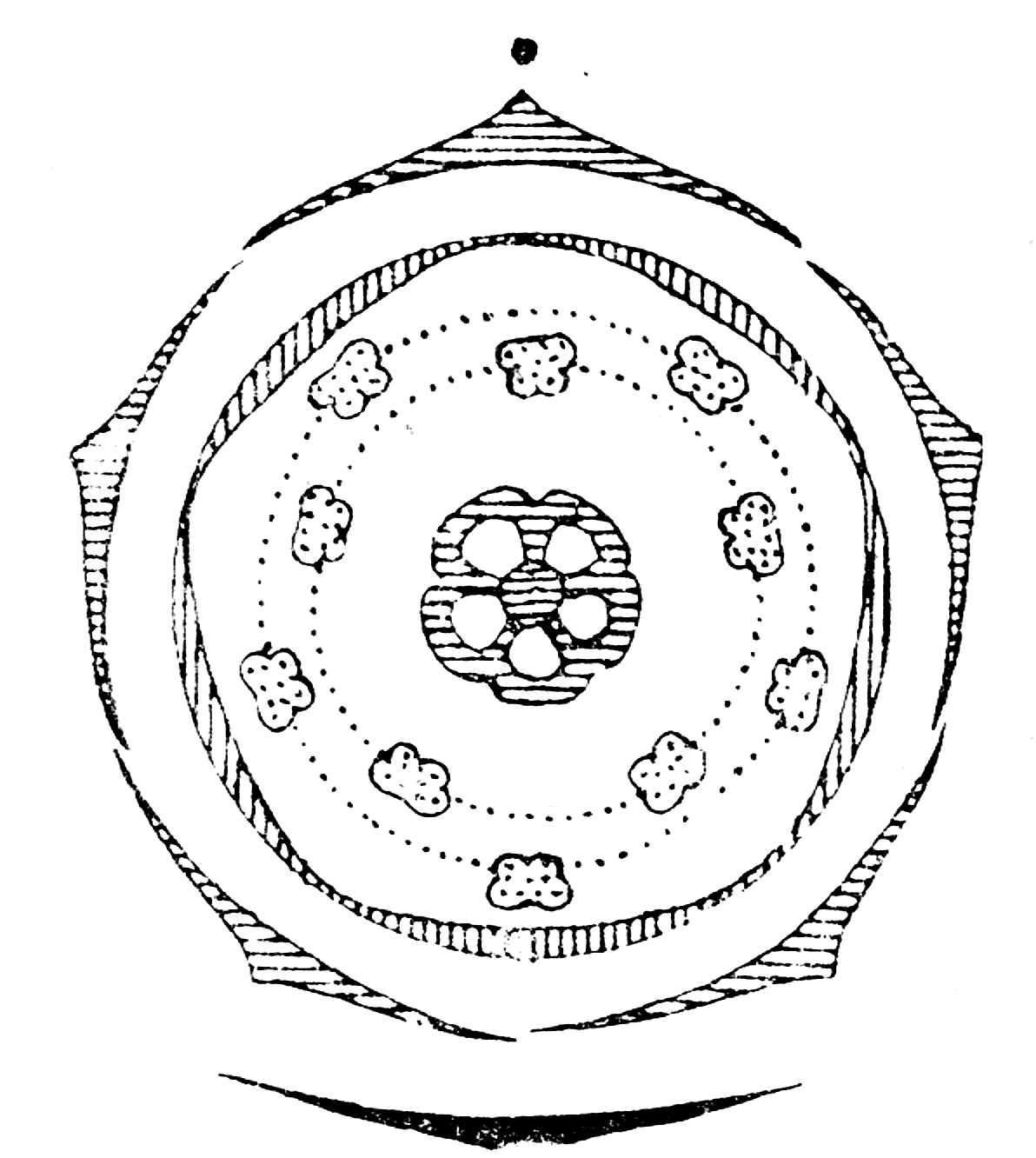
Vaccinium sp.: диаграмма цветка

Представители рода — обычно кустарники или кустарнички, изредка небольшие деревья. Встречаются и необычные жизненные формы: к примеру, черника лавролистная (Vaccinium laurifolium) является полуэпифитом — своё развитие этот вид начинает как эпифит, но когда свисающие корни достигают поверхности, растение начинает расти как обычное наземное растение и достигает в высоту 5 м, прислоняясь при этом стволом к тому дереву, на котором начало расти.
Корневище обычно длинное, шнурообразное, на нём находятся многочисленные кустики. У черники обыкновенной корневище имеет длину до 3 м, у некоторых видов вакциниума длина корневища достигает 10 м. Как и для других вересковых, для вакциниума характерна микориза — взаимовыгодное сожительство корней растения с мицелием грибов.
Побеги или прямостоячие, или стелющиеся.
Листья могут как опадать на зиму, так и зимовать; края как с ровными краями, так и с зубчатыми; адаксиальная (верхняя) сторона листа — ярко-зелёная, абаксиальная (нижняя) сторона — разной окраски, от ярко-зелёной до белой. В молодом возрасте листья иногда красные, осенью у некоторых видов также красные (например, у голубики высокорослой); часто кожистые. У некоторых видов листья свёртываются в трубочку при наступлении засушливого периода: в частности, таким свойством обладает брусника.
Цветки с двойным околоцветником. Венчик в большей или меньшей степени сростнолепестный, у видов из подрода Вакциниум имеет колокольчатую (бокальчатую, бочонковидную) форму; у видов из подрода Клюква полностью развитый цветок напоминает цветок цикламена (Cyclamen): лепестки у него загибаются назад. Окраска лепестков — от белой до ярко-красной. Цветки чаще четырёхчленные, реже пятичленные (при том, что у большинства вересковых цветки пятичленные). Число тычинок — вдвое больше, чем долей венчика. Тычинки свободные, двугнёздные; как и у других вересковых, с двумя «рожками»; вскрываются порами; пыльцевые зёрна соединены по четыре. Цветки двуполые, но иногда наблюдается явление функциональной однополовости. К примеру, для черники обыкновенной характерна слабая протерандрия (созревание андроцея раньше гинецея). Завязь нижняя.

Формула цветка: {\displaystyle \ast K_{(5)}\;C_{(5)}\;A_{5+5}\;G_{({\overline {5}})}}.

Опыление происходит с помощью насекомых. Тычинки снабжены придатками, похожими на рога, при посещении цветка насекомыми придатки служат рычагами, с помощью которых насекомые сами высыпают на себя пыльцу. Плоды образуются и в случае невозможности перекрёстного опыления, но только при условии, что цветки будут встряхиваться; в природе встряхивание происходит с помощью ветра, поэтому в местах, защищённых от ветра окружающими растениями, ягод черники и голубики обычно меньше.
Плод — сочная ягода. Окраска зрелых ягод — или красная, или синяя (различных оттенков, от голубоватой до тёмно-синей, почти чёрной). Для представителей рода характерна эндозоохория — метод распространения семян, при котором животные (птицы и млекопитающие) поедают плоды целиком, а находящиеся внутри них семена, проходя через пищеварительный тракт, выходят неповреждёнными вместе с экскрементами.
Виды вакциниума являются первым звеном многих пищевых цепей, в частности, это пищевые растения для гусениц многих видов бабочек.

## Химический состав
Химический состав хорошо изучен в первую очередь у тех видов вакциниума, которые активно используются в лекарственных целях. Одним из наиболее важных в медицинском отношении компонентов является гликозид арбутин, антисептик мочевыводящих путей: в организме он расщепляется на сахар и гидрохинон, который имеет бактерицидные свойства. Арбутин найден в листьях брусники и черники (у брусники — до 9 %), в ягодах брусники. Арбутином (вакцинином) объясняется горьковатый вкус ягод брусники и клюквы.
В листьях брусники и черники найдены аскорбиновая кислота (у черники — до 250 мг%), дубильные вещества, флавоноиды, тритерпеновые соединения, хинная кислота.
В ягодах брусники, клюквы и черники найдены сахара, лимонная, аскорбиновая (у брусники — до 17 мг%) и другие кислоты, гликозиды. В ягодах брусники и клюквы содержится бензойная кислота, обладающая антисептическими свойствами, в плодах же черники её нет, именно этим объясняется тот факт, что ягоды брусники и клюквы, в отличие от ягод черники, могут длительное время храниться в мочёном виде без добавления каких-либо консервантов.
Ягоды черники примечательны тем, что занимают первое место среди всех фруктов и ягод по содержанию марганца.
| |  |  |
| На левой фотографии: плоды растений из рода Вакциниум — клюква, голубика мелколистная, черника, брусника (по часовой стрелке, начиная с верхнего правого угла). В центре и справа — плоды голубики высокорослой. |  |  |

## Применение

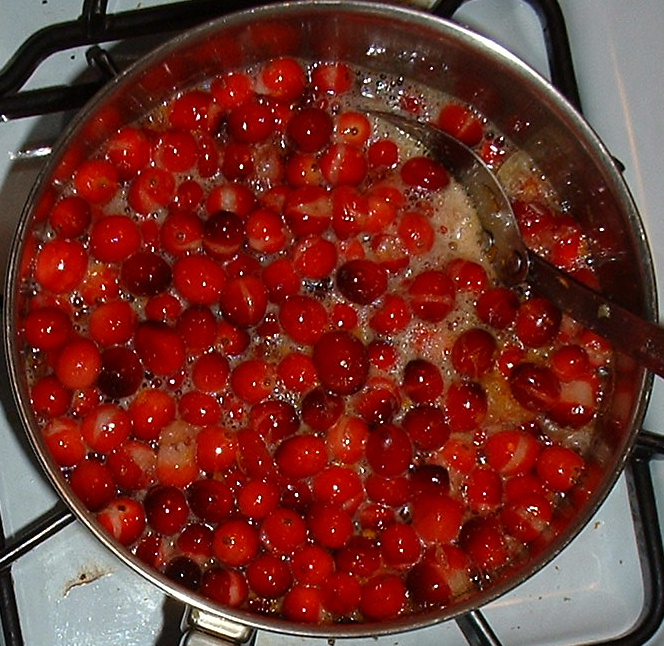
Варка клюквы

### Применение в кулинарии
Ягоды очень многих видов вакциниума съедобны как в сыром, так и в переработанном виде; из них готовят варенья, джемы, желе, сиропы, морсы, экстракты, кисели, а также вино.
Ягоды клюквы, черники и брусники входят в состав классических русских блюд и напитков, в том числе сбитней и киселей.
Для мясных блюд финской кухни характерно использование брусничного варенья, брусничного желе или мочёных ягод (клюквы, брусники) в качестве соуса или гарнира для блюд из мяса и дичи; с мочёной брусникой подают и одно из традиционных финских блюд — крупяные колбаски (из рисовой и перловой крупы).
Клюквенный джем, который американцы называют клюквенным соусом (англ. cranberry sauce), в США традиционно подаётся с мясом индейки на День благодарения.
Листья брусники и клюквы могут употребляться вместо чая.

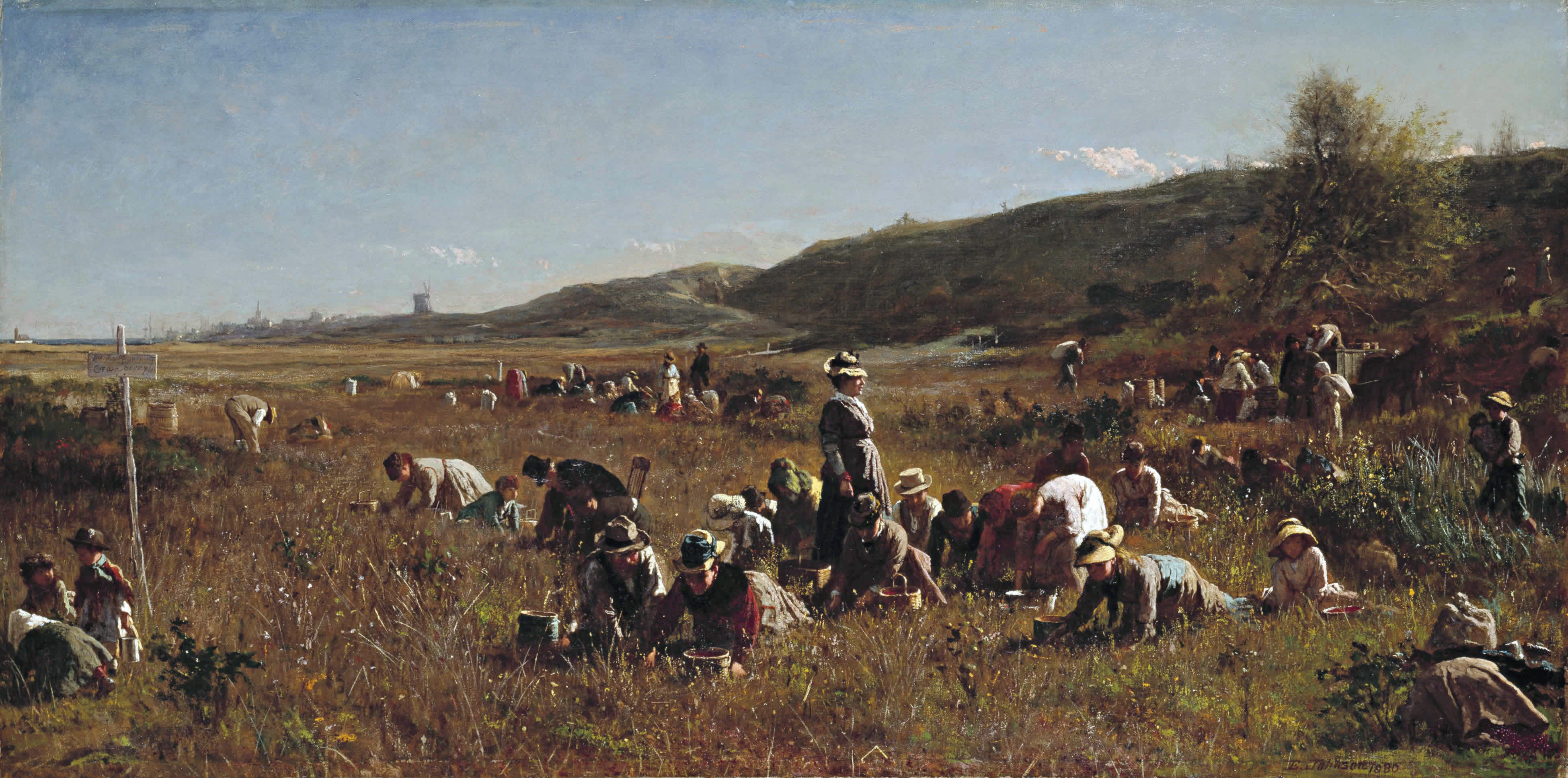
«The Cranberry Harvest on the Island of Nantucket» («Сбор урожая клюквы на острове Нантакет»), 1880. Картина американского художника Истмана Джонсона

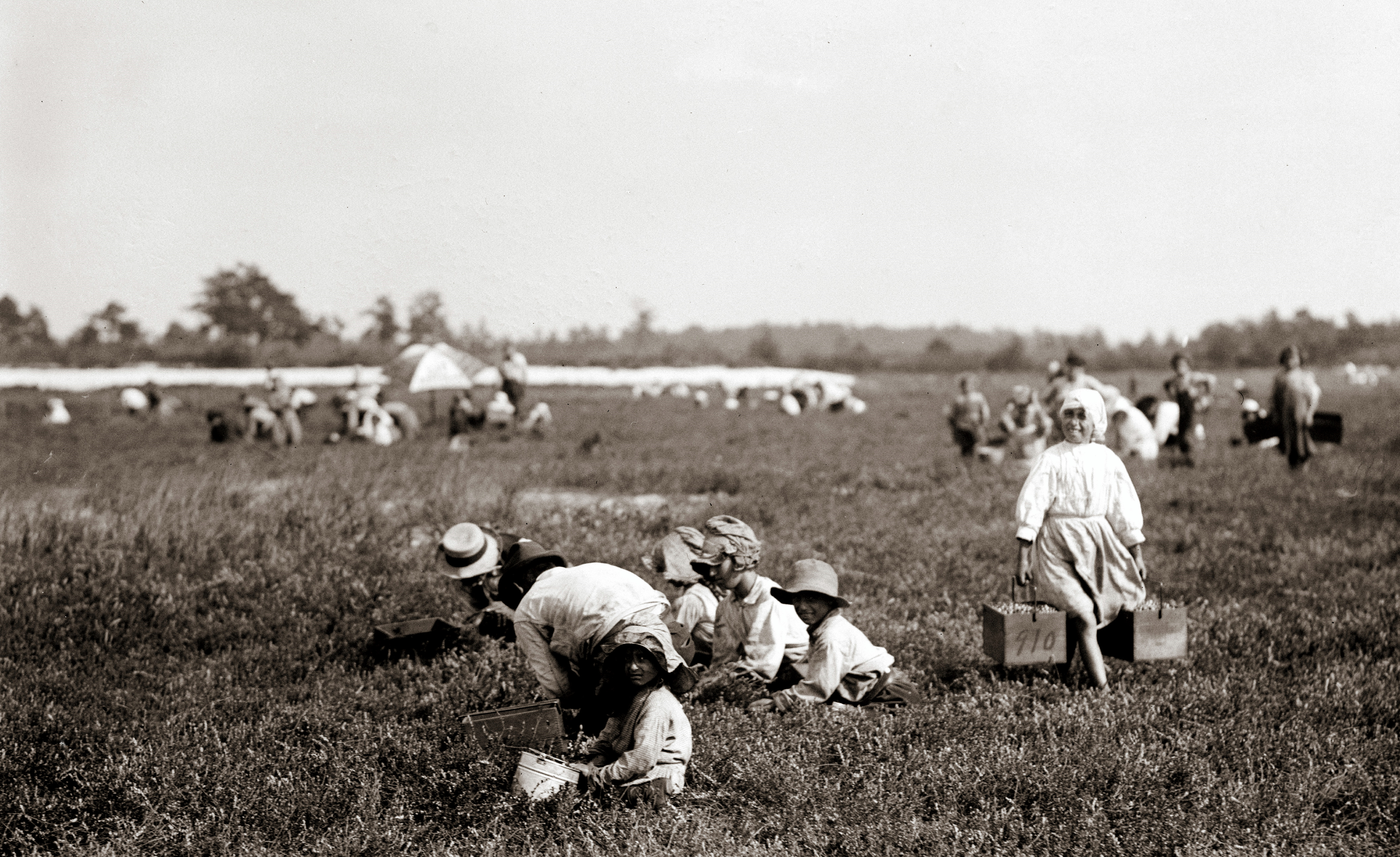
Сбор клюквы на клюквенном поле. Штат Нью-Джерси, США. Сентябрь 1910 г.

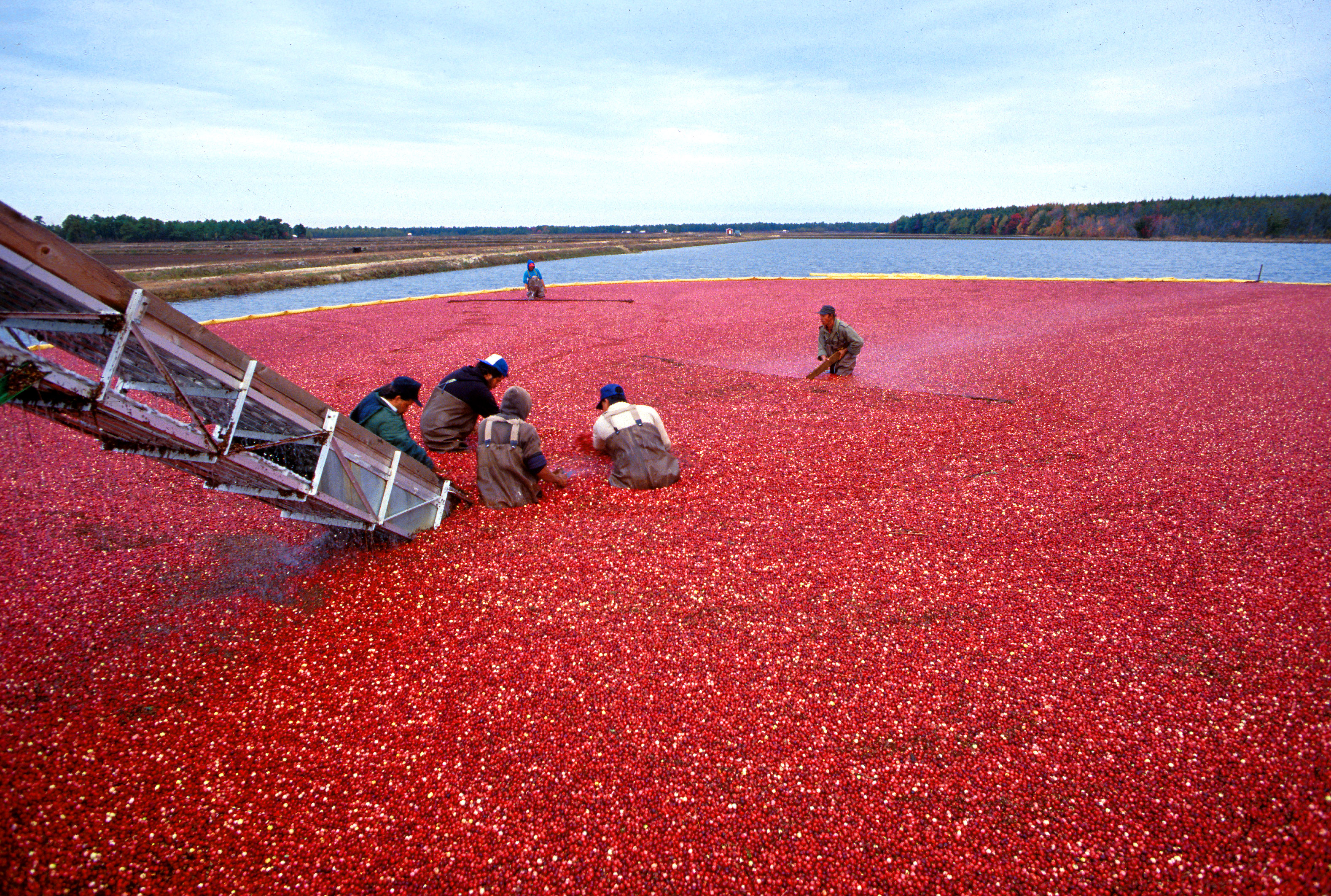
Сбор клюквы на промышленной плантации. Люди находятся почти по пояс в воде, по поверхности которой плавает ягода (см. текст). Штат Нью-Джерси, США

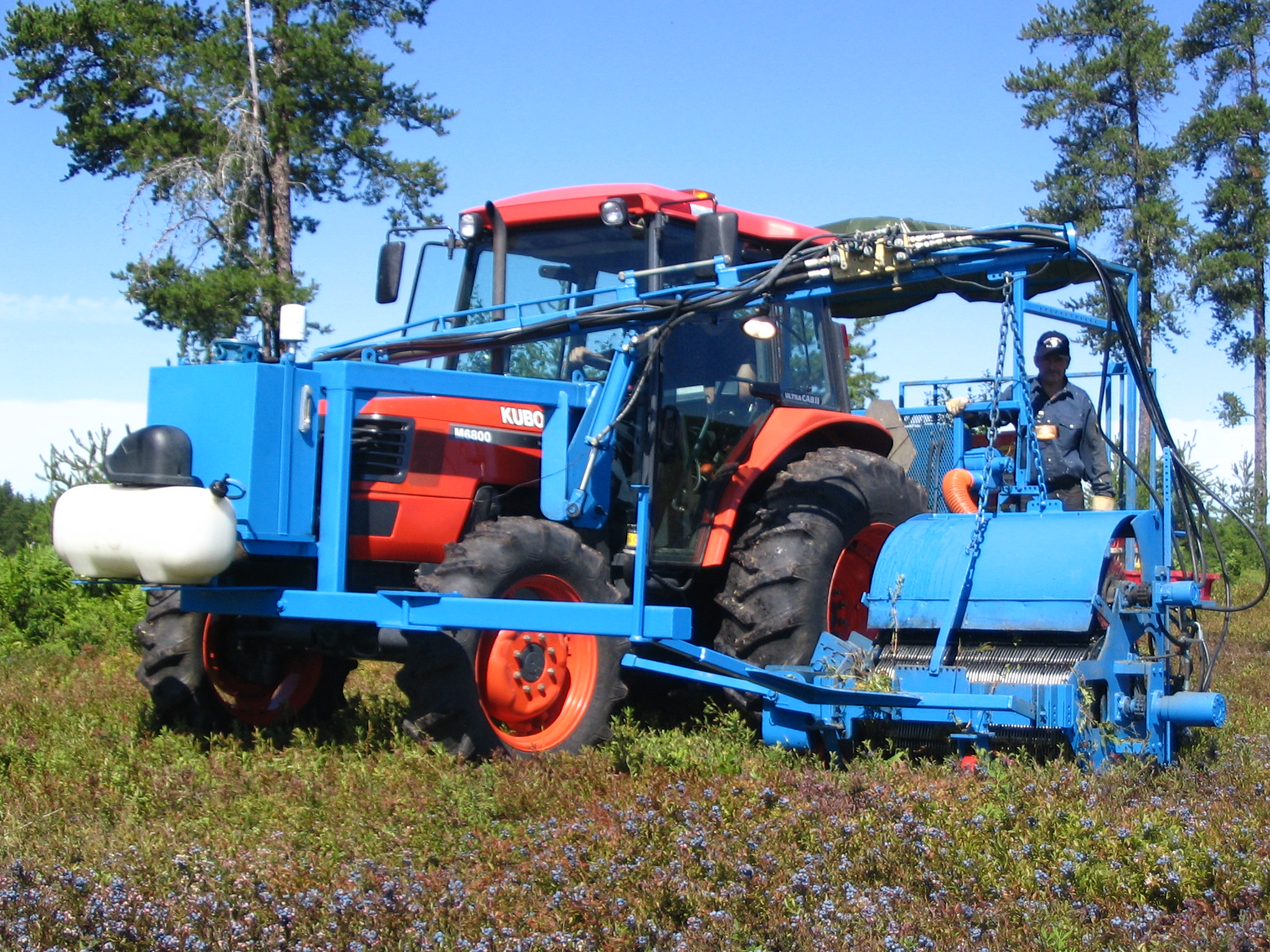
С помощью такой техники производят сбор плодов голубика узколистная|голубики узколистной (Vaccinium angustifolium) на промышленных плантациях в Северной Америке. Провинция Нью-Брансуик, Канада

Ягоды клюквы и черники используются в пищевой промышленности, а ягоды клюквы — также в ликёро-водочном производстве.

### Медицинское применение
Наиболее известные лекарственные растения рода Вакциниум — черника и брусника.
Черника в научной медицине используется как вяжущее средство, побеги черники входят в состав противодиабетического сбора. Ягоды черники используются как источник витаминов, необходимых для нормальной работы глаз.
У брусники в научной медицине используются листья — их отвар и настой применяются как дезинфицирующее и диуретическое средство. По причине того, что в бруснике найден арбутин (антисептик мочевыводящих путей), при лечении расстройства мочевыводящей системы используют вытяжку из сухих листьев (но при неправильной дозировке такая вытяжка может вызвать отравление).

### Культивирование

#### Промышленное садоводство
Некоторые виды вакциниума выращивают в промышленном масштабе на специальных плантациях.
Культивирование растений из рода вакциниума началось с клюквы крупноплодной (Vaccinium macrocarpon) в начале XIX века в США и Канаде. В настоящее время в этих странах большие площади заняты под промышленные плантации этого вида. За эти годы выведено более двухсот сортов. Максимальная урожайность клюквенных плантаций — 220 ц/га, средняя — 180 ц/га. Особенность клюквы крупноплодной, выращиваемой в огромных количествах в США и Канаде, состоит в том, что в её плодах имеются воздушные камеры, поэтому это одна из немногих ягод, плавающих на поверхности воды. Это делает сбор ягоды существенно менее трудоёмким по сравнению с обычным ручным сбором: в конце сезона чеки с созревшей ягодой заполняют водой и пускают специальные комбайны, которые взбивают эту воду, при этом зрелые ягоды отрываются. После этого сгоняют все ягоды к одному краю чека, где её — чистую и промытую — вычерпывают для дальнейшей переработки.
С 1960-х годов в культуру введена и брусника (Vaccinium vitis-idaea); в первую очередь селекцией этого вида занимались в Швеции, Финляндии, Германии и Нидерландах. Приблизительная урожайность промышленных плантаций — 70 ц/га.
Ещё один вид, широко культивируемый в промышленных масштабах (в первую очередь в США), — голубика высокорослая (Vaccinium corymbosum). В настоящее время её плантации имеются в США, Западной Европе, Австралии и Новой Зеландии. Мировой урожай голубики высокорослой составляет примерно 50 тысяч тонн в год. Имеются также плантации голубики узколистной (Vaccinium angustifolium).

#### Любительское садоводство
В качестве ягодных культур в любительском садоводстве помимо клюквы, брусники и голубики высокорослой используют (в первую очередь в России) также голубику обыкновенную, или болотную (Vaccinium uliginosum). По урожайности этот вид значительно уступает голубике высокорослой (урожайность голубики обыкновенной — до 1 кг с куста против 3 кг с куста у голубики высокорослой в условиях Подмосковья и до 10 кг с куста на родине голубики высокорослой, в Северной Америке), но значительно превосходит её по морозостойкости.
Некоторые вакциниумы выращивают как декоративные растения, в первую очередь это относится к низкорослым красивоцветущим кустарничкам, которые сажают в рокариях и альпинариях: вакциниуму монетчатому (Vaccinium nummularia) и бруснике (Vaccinium vitis-idaea). Встречаются в садах и относительно высокие декоративные виды — Голубика высокорослая (Vaccinium corymbosum) высотой до 1,8 м, Вакциниум цилиндрический (Vaccinium cylindraceum) высотой до 3 м, а также Вакциниум древовидный (Vaccinium arboreum).

#### Агротехника
Растениям из рода Вакциниум, как и другим вересковым, для успешного роста требуется дренированная кислая почва, хорошо удерживающая влагу и имеющая хорошую воздухопроницаемость. В культуре вакциниумы размножают семенами, а также полуодревесневшими черенками. Сухие и загущённые ветви вырезают в конце зимы.

## Классификация

### Таксономическое положение
Ранее род Вакциниум выделяли в отдельное семейство Вакциниевые, или Брусничные (Vacciniaceae), обосновывая это прежде всего тем, что у растений этого рода, в отличие от других вересковых, завязь не верхняя, а нижняя.
Сейчас род Вакциниум, как и ещё более тридцати родов, входит в трибу Вакциниевые (Vaccinieae) подсемейства Вакциниевые, или Брусничные (Vaccinioideae) семейства Вересковые (Ericaceae):
Таксономическая схема
| отдел Цветковые, или Покрытосеменные (классификация согласно Системе APG II) | |                                          |                                          |                                          |                                                      |                                          |                                          |                                          | |                                          |                                          |                        | |                        |                        |                        | |                        |                        |  | |  |
|                                                                              | порядок Верескоцветные                                                                                   | порядок Верескоцветные                   | порядок Верескоцветные                   | порядок Верескоцветные                   | порядок Верескоцветные                               | порядок Верескоцветные                   | порядок Верескоцветные                   | порядок Верескоцветные                   | порядок Верескоцветные                                                                                                   | порядок Верескоцветные                   | порядок Верескоцветные                   | порядок Верескоцветные | порядок Верескоцветные | порядок Верескоцветные | порядок Верескоцветные | порядок Верескоцветные | порядок Верескоцветные                                                                               | порядок Верескоцветные | порядок Верескоцветные |  | ещё 44 порядка цветковых растений, из которых к верескоцветным наиболее близки Гераниецветные, Кизилоцветные, Кроссосомоцветные и Миртоцветные |  |
|                                                                              | семейство Вересковые                                                                                     | семейство Вересковые                     | семейство Вересковые                     | семейство Вересковые                     | семейство Вересковые                                 | семейство Вересковые                     | семейство Вересковые                     | семейство Вересковые                     | семейство Вересковые | семейство Вересковые                     | семейство Вересковые                     | семейство Вересковые   | семейство Вересковые | семейство Вересковые   | семейство Вересковые   |                        | ещё 25 семейств, в том числе Актинидиевые, Бальзаминовые, Первоцветные, Сапотовые, Чайные и Эбеновые |                        |                        |  | ещё 44 порядка цветковых растений, из которых к верескоцветным наиболее близки Гераниецветные, Кизилоцветные, Кроссосомоцветные и Миртоцветные |  |
|                                                                              | подсемейство Вакциниевые (Vaccinioideae)                                                                 | подсемейство Вакциниевые (Vaccinioideae) | подсемейство Вакциниевые (Vaccinioideae) | подсемейство Вакциниевые (Vaccinioideae) | подсемейство Вакциниевые (Vaccinioideae)             | подсемейство Вакциниевые (Vaccinioideae) | подсемейство Вакциниевые (Vaccinioideae) | подсемейство Вакциниевые (Vaccinioideae) | подсемейство Вакциниевые (Vaccinioideae)                                                                                 | подсемейство Вакциниевые (Vaccinioideae) | подсемейство Вакциниевые (Vaccinioideae) |                        | ещё семь подсемейств: Арбутусовые (роды Земляничное дерево, Толокнянка…), Кассиопеевые (Кассиопея), Подъельниковые (Аллотропа, Грушанка, Зимолюбка, Одноцветка, Ортилия, Подъельник…), Стифелиевые (Змеелистник, Прионотес, Ричея, Эпакрис…), Хариманелловые (Хариманелла…), Энкиантовые (Энкиантус…), Эриковые (Вереск, Водяника, Рододендрон, Эрика…) |                        |                        |                        | ещё 25 семейств, в том числе Актинидиевые, Бальзаминовые, Первоцветные, Сапотовые, Чайные и Эбеновые |                        |                        |  | ещё 44 порядка цветковых растений, из которых к верескоцветным наиболее близки Гераниецветные, Кизилоцветные, Кроссосомоцветные и Миртоцветные |  |
|                                                                              | триба Вакциниевые (Vaccinieae)                                                                           | триба Вакциниевые (Vaccinieae)           | триба Вакциниевые (Vaccinieae)           | триба Вакциниевые (Vaccinieae)           | триба Вакциниевые (Vaccinieae)                       | триба Вакциниевые (Vaccinieae)           | триба Вакциниевые (Vaccinieae)           |                                          | ещё четыре трибы, в том числе Гаультериевые (Гаультерия, Хамедафне…), Лиониевые (Пиерис…), Подбеловые (Зеновия и Подбел) |                                          |                                          |                        | ещё семь подсемейств: Арбутусовые (роды Земляничное дерево, Толокнянка…), Кассиопеевые (Кассиопея), Подъельниковые (Аллотропа, Грушанка, Зимолюбка, Одноцветка, Ортилия, Подъельник…), Стифелиевые (Змеелистник, Прионотес, Ричея, Эпакрис…), Хариманелловые (Хариманелла…), Энкиантовые (Энкиантус…), Эриковые (Вереск, Водяника, Рододендрон, Эрика…) |                        |                        |                        | ещё 25 семейств, в том числе Актинидиевые, Бальзаминовые, Первоцветные, Сапотовые, Чайные и Эбеновые |                        |                        |  | ещё 44 порядка цветковых растений, из которых к верескоцветным наиболее близки Гераниецветные, Кизилоцветные, Кроссосомоцветные и Миртоцветные |  |
|                                                                              | род Вакциниум                                                                                            | род Вакциниум                            | род Вакциниум                            |                                          | ещё более 30 родов, в том числе Агапетес, Кавендишия |                                          |                                          |                                          | ещё четыре трибы, в том числе Гаультериевые (Гаультерия, Хамедафне…), Лиониевые (Пиерис…), Подбеловые (Зеновия и Подбел) |                                          |                                          |                        | ещё семь подсемейств: Арбутусовые (роды Земляничное дерево, Толокнянка…), Кассиопеевые (Кассиопея), Подъельниковые (Аллотропа, Грушанка, Зимолюбка, Одноцветка, Ортилия, Подъельник…), Стифелиевые (Змеелистник, Прионотес, Ричея, Эпакрис…), Хариманелловые (Хариманелла…), Энкиантовые (Энкиантус…), Эриковые (Вереск, Водяника, Рододендрон, Эрика…) |                        |                        |                        | ещё 25 семейств, в том числе Актинидиевые, Бальзаминовые, Первоцветные, Сапотовые, Чайные и Эбеновые |                        |                        |  | ещё 44 порядка цветковых растений, из которых к верескоцветным наиболее близки Гераниецветные, Кизилоцветные, Кроссосомоцветные и Миртоцветные |  |
|                                                                              | два подрода с общим числом видов более двухсот; среди них: брусника, голубика, клюква, красника, черника |                                          |                                          |                                          | ещё более 30 родов, в том числе Агапетес, Кавендишия |                                          |                                          |                                          | ещё четыре трибы, в том числе Гаультериевые (Гаультерия, Хамедафне…), Лиониевые (Пиерис…), Подбеловые (Зеновия и Подбел) |                                          |                                          |                        | ещё семь подсемейств: Арбутусовые (роды Земляничное дерево, Толокнянка…), Кассиопеевые (Кассиопея), Подъельниковые (Аллотропа, Грушанка, Зимолюбка, Одноцветка, Ортилия, Подъельник…), Стифелиевые (Змеелистник, Прионотес, Ричея, Эпакрис…), Хариманелловые (Хариманелла…), Энкиантовые (Энкиантус…), Эриковые (Вереск, Водяника, Рододендрон, Эрика…) |                        |                        |                        | ещё 25 семейств, в том числе Актинидиевые, Бальзаминовые, Первоцветные, Сапотовые, Чайные и Эбеновые |                        |                        |  | ещё 44 порядка цветковых растений, из которых к верескоцветным наиболее близки Гераниецветные, Кизилоцветные, Кроссосомоцветные и Миртоцветные |  |
|                                                                              | |                                          |                                          |                                          | ещё более 30 родов, в том числе Агапетес, Кавендишия |                                          |                                          |                                          | ещё четыре трибы, в том числе Гаультериевые (Гаультерия, Хамедафне…), Лиониевые (Пиерис…), Подбеловые (Зеновия и Подбел) |                                          |                                          |                        | ещё семь подсемейств: Арбутусовые (роды Земляничное дерево, Толокнянка…), Кассиопеевые (Кассиопея), Подъельниковые (Аллотропа, Грушанка, Зимолюбка, Одноцветка, Ортилия, Подъельник…), Стифелиевые (Змеелистник, Прионотес, Ричея, Эпакрис…), Хариманелловые (Хариманелла…), Энкиантовые (Энкиантус…), Эриковые (Вереск, Водяника, Рододендрон, Эрика…) |                        |                        |                        | ещё 25 семейств, в том числе Актинидиевые, Бальзаминовые, Первоцветные, Сапотовые, Чайные и Эбеновые |                        |                        |  | ещё 44 порядка цветковых растений, из которых к верескоцветным наиболее близки Гераниецветные, Кизилоцветные, Кроссосомоцветные и Миртоцветные |  |
|                                                                              | |                                          |                                          |                                          |                                                      |                                          |                                          |                                          | ещё четыре трибы, в том числе Гаультериевые (Гаультерия, Хамедафне…), Лиониевые (Пиерис…), Подбеловые (Зеновия и Подбел) |                                          |                                          |                        | ещё семь подсемейств: Арбутусовые (роды Земляничное дерево, Толокнянка…), Кассиопеевые (Кассиопея), Подъельниковые (Аллотропа, Грушанка, Зимолюбка, Одноцветка, Ортилия, Подъельник…), Стифелиевые (Змеелистник, Прионотес, Ричея, Эпакрис…), Хариманелловые (Хариманелла…), Энкиантовые (Энкиантус…), Эриковые (Вереск, Водяника, Рододендрон, Эрика…) |                        |                        |                        | ещё 25 семейств, в том числе Актинидиевые, Бальзаминовые, Первоцветные, Сапотовые, Чайные и Эбеновые |                        |                        |  | ещё 44 порядка цветковых растений, из которых к верескоцветным наиболее близки Гераниецветные, Кизилоцветные, Кроссосомоцветные и Миртоцветные |  |
|                                                                              | |                                          |                                          |                                          |                                                      |                                          |                                          |                                          | |                                          |                                          |                        | ещё семь подсемейств: Арбутусовые (роды Земляничное дерево, Толокнянка…), Кассиопеевые (Кассиопея), Подъельниковые (Аллотропа, Грушанка, Зимолюбка, Одноцветка, Ортилия, Подъельник…), Стифелиевые (Змеелистник, Прионотес, Ричея, Эпакрис…), Хариманелловые (Хариманелла…), Энкиантовые (Энкиантус…), Эриковые (Вереск, Водяника, Рододендрон, Эрика…) |                        |                        |                        | ещё 25 семейств, в том числе Актинидиевые, Бальзаминовые, Первоцветные, Сапотовые, Чайные и Эбеновые |                        |                        |  | ещё 44 порядка цветковых растений, из которых к верескоцветным наиболее близки Гераниецветные, Кизилоцветные, Кроссосомоцветные и Миртоцветные |  |
|                                                                              | |                                          |                                          |                                          |                                                      |                                          |                                          |                                          | |                                          |                                          |                        | |                        |                        |                        | ещё 25 семейств, в том числе Актинидиевые, Бальзаминовые, Первоцветные, Сапотовые, Чайные и Эбеновые |                        |                        |  | ещё 44 порядка цветковых растений, из которых к верескоцветным наиболее близки Гераниецветные, Кизилоцветные, Кроссосомоцветные и Миртоцветные |  |
|                                                                              | |                                          |                                          |                                          |                                                      |                                          |                                          |                                          | |                                          |                                          |                        | |                        |                        |                        | |                        |                        |  | ещё 44 порядка цветковых растений, из которых к верескоцветным наиболее близки Гераниецветные, Кизилоцветные, Кроссосомоцветные и Миртоцветные |  |
|                                                                              | |                                          |                                          |                                          |                                                      |                                          |                                          |                                          | |                                          |                                          |                        | |                        |                        |                        | |                        |                        |  | |  |

Таксономия рода находится в стадии разработки. К примеру, в результате генетических исследований обнаружено, что значительное число азиатских видов, которые сейчас включены в род Вакциниум, находятся намного ближе к видам рода Агапетес (Agapetes), чем к другим видам рода Вакциниум.

### Подроды и секции
Род Вакциниум делится на два подрода — Клюква (subgen. Oxycoccus) и подрод собственно Вакциниум (subgen. Vaccinium). К первому подроду относятся всего несколько видов, все остальные виды относятся ко второму подроду.
Список подродов и секций.
- Subg. Oxycoccus

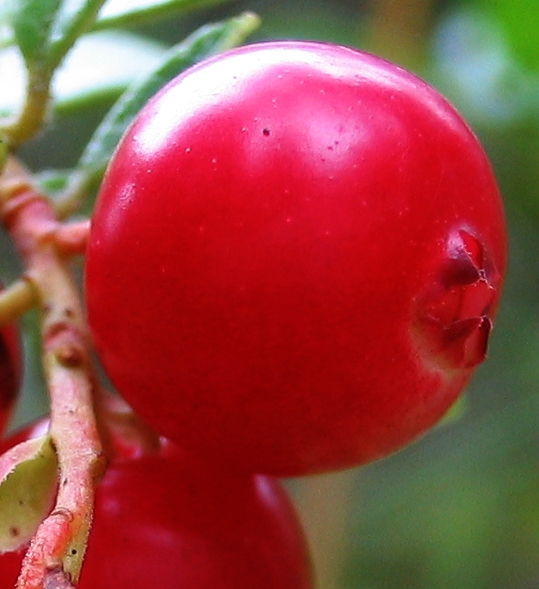
Ягода брусника|брусники (Vaccinium vitis-idaea) крупным планом

  - Sect. Oxycoccus (виды Vaccinium macrocarpon, Vaccinium oxycoccus...)
  - Sect. Oxycoccoides (Vaccinium erythrocarpum)
- Subg. Vaccinium
  - Sect. Batodendron (Vaccinium arboreum...)
  - Sect. Brachyceratium
  - Sect. Bracteata (Vaccinium laurifolium...)
  - Sect. Calcicolus (Vaccinium glaucoalbum...)
  - Sect. Ciliata
  - Sect. Cinctosandra
  - Sect. Conchophyllum (Vaccinium nummularia...)
  - Sect. Cyanococcus (Vaccinium angustifolium, Vaccinium corymbosum...)
  - Sect. Eococcus
  - Sect. Epigynium (Vaccinium vacciniaceum...)
  - Sect. Galeopetalum
  - Sect. Hemimyrtillus (Vaccinium arctostaphylos, Vaccinium cylindraceum, Vaccinium padifolium...)
  - Sect. Myrtillus (Vaccinium myrtillus, Vaccinium parvifolium, Vaccinium praestans...)
  - Sect. Neurodesia
  - Sect. Oarianthe
  - Sect. Oreades
  - Sect. Pachyanthum
  - Sect. Polycodium (Vaccinium stamineum...)
  - Sect. Pyxothamnus (Vaccinium ovatum...)
  - Sect. Vaccinium (Vaccinium uliginosumtypus...)
  - Sect. Vitis-idaea (Vaccinium vitis-idaea...)

## Виды
По информации базы данных The Plant List (2013), род включает 223 вида.
Род, согласно современным представлениям, делится на два подрода — Клюква (Oxycoccus) и собственно Вакциниум  (Vaccinium).

#### Подрод Клюква
Подрод Клюква (Vaccinium subgen. Oxycoccus) — растения с гибкими ползучими недеревенеющими побегами; цветки — с отогнутыми лепестками. Ранее этот подрод обычно рассматривался как самостоятельный род Oxycoccus Hill (1756).
- Vaccinium macrocarpon Aiton (1789) — Клюква крупноплодная, или Клюква американская. [syn.  Oxycoccus macrocarpos (Aiton) Pers. (1805)]. Стелющееся растение из Северной Америки, которое выращивают в коммерческих целях ради относительно крупных красных плодов[8].
- Vaccinium oxycoccos L. (1753) — Клюква обыкновенная. [syn.  Oxycoccus palustris Pers. (1805) — Клюква обыкновенная, или Клюква болотная]. [syn.  Oxycoccus quadripetalus Gilib. (1782) — Клюква четырёхлепестная]. Евразийский вид. Стелющиеся кустарнички с тонкими стеблями, мелкими, снизу белыми листьями, четырёхраздельным венчиком и съедобными тёмно-красными ягодами. Иногда растения этого вида образуют обширные заросли на сфагновых и торфяных болотах[9][13]. Ягоды собирают для использования в переработанном виде.
- Vaccinium microcarpum (Turcz. ex Rupr.) Schmalh. (1871) — Клюква мелкоплодная [syn.  Oxycoccus microcarpus Turcz. ex Rupr. (1845)]. Евразийский вид с более мелкими, чем у клюквы обыкновенной, листьями и плодами[15]. Название Vaccinium microcarpum (Turcz. ex Rupr.) Schmalh. (1871) в международных ботанических базах данных нередко входит в синонимику вида Vaccinium oxycoccos L. (1753)[27], но в русскоязычной ботанической литературе этот вид до настоящего времени (2009 год) рассматривается как самостоятельный[9].
- Vaccinium erythrocarpum Michx. (1803) — Вакциниум красноплодный. [syn.  Oxycoccus erythrocarpus Pers. (1805)]. Вид, распространённый в горах на юго-востоке США, а также в Восточной Азии. Английские названия растения — southern mountain cranberry («южная горная клюква»), bearberry («медвежья ягода») и arando. Кустарник высотой до полутора метров, растущий в затенённых местах; ягоды тёмно-красные, прозрачные, с очень приятным запахом, съедобные, используются в сыром и переработанном виде[28].

#### Подрод Вакциниум
Подрод Вакциниум (Vaccinium subgen. Vaccinium) — все прочие виды; побеги тонкие, прямостоячие, деревенеющие, с колокольчатыми цветами. Некоторые из них:
- Vaccinium angustifolium Aiton (1789) — Голубика узколистная. Листопадный кустарник из США и Канады. Высотой и шириной до 60 см. Ветви красноватые; листья супротивные, ланцетные, по краям мелкопильчатые, до 2 см длиной. Цветки белые, плоды голубовато-чёрные, диаметром до 1,5 см.
- Vaccinium arboreum Marshall (1785) — Вакциниум древовидный. Листопадный или полувечнозелёный кустарник, иногда вырастающий до размера небольшого дерева. Встречается в США и Канаде. Листья длиной до 5 см, снизу опушённые. Ягоды для человека несъедобны; поедаются птицами[8].
- Vaccinium arctostaphylos L. (1753) — Черника кавказская. Листопадный кустарник или небольшое дерево высотой до 3 м со съедобными плодами. Растёт на Кавказе, в Иране, Турции, Болгарии. Единственный из третичных реликтовых видов, произрастающих на территории бывшего СССР[13].
- Vaccinium corymbosum L. (1753) — Голубика высокорослая, или Вакциниум щитковый, или Ягодник щитковый. Листопадный вид из Северной Америки высотой до 2 м с бледно-розовыми цветками. Растение выращивают ради чёрно-синих съедобных плодов диаметром до 2,5 см (урожайность — до 10 кг с куста), причём не только на приусадебных участках, но и на промышленных плантациях. Осенью листья становятся красными. Имеется большое число культурных сортов[8][14].
- Vaccinium cylindraceum Sm. (1817) — Вакциниум цилиндрический, или Ягодник цилиндрический. Вечнозелёный кустарник высотой до 3 м родом с Азорских островов. Цветочные почки красные, цветки — бледные желтовато-зелёные. Ягоды сине-чёрные, цилиндрические[8][14].
- Vaccinium glaucoalbum Hook.f. ex C.B.Clarke (1882) — Вакциниум сизо-белый, или Ягодник сизо-белый. Вечнозелёный кустарник родом из Гималаев высотой до 1,5 м. Листья большие овально-заострённые, сверху зелёные, снизу — белые с синеватым оттенком (отсюда и название). Цветки бело-розовые, ягоды чёрные, съедобные[8].
- Vaccinium laurifolium Miq. (1859) — Черника лавролистная. Полуэпифит. Листья почти супротивные, кожистые, по краям ржавые, железистые, эллиптические. Цветки мелкие, зелёного цвета, без лепестков. Плоды округлые, тёмно-красные[13]. Встречается в Индонезии и Малайзии.
- Vaccinium myrtillus L. (1753) — Черника, или Черника обыкновенная, или Черника миртолистная. Листопадный кустарничек высотой до 60 см с зелёным стеблем, который древеснеет лишь снизу, одиночными цветками с пятизубчатым венчиком белой, розовой или красной окраски и съедобными плодами иссиня-чёрного цвета; растение широко распространено как в Евразии, так и в Северной Америке; растёт в хвойных и смешанных лесах, в тундре и высокогорьях. Ягоды собирают для использования в сыром и переработанном виде. Ягоды и листья используются в медицине[8][9][13].
- Vaccinium nummularia Hook.f. & Thomson ex C.B.Clarke (1882) — Вакциниум монетчатый. Вечнозелёный кустарничек высотой до 30 см с колючими коричневыми стеблями и мелкими округлыми колючими листьями; родом из Гималаев. Иногда выращивается в альпинариях[14].
- Vaccinium ovatum Pursh (1814) — Вакциниум яйцевидный, или Вакциниум овальнолистный, или Ягодник яйцевидный. Вечнозелёный густой кустарник, растущий на западе США и Канады; высотой до 4 м и шириной до 3 м. Листья овальные, в молодом возрасте бронзового цвета. Цветки белые или розовые; ягоды красные, затем сине-чёрные, съедобные. Растение высоко ценится флористами, поскольку в срезанном виде может долго стоять в воде (по этой причине растение было почти истреблено в природе)[8].
- Vaccinium padifolium Sm. (1817) — Черника черёмухолистная. Третичный реликтовый вид, близкий к чернике кавказской; встречается на острове Мадейра[13].
- Vaccinium parvifolium Sm. (1817) — Вакциниум мелколистный, или Голубика мелколистная. Кусты высотой до четырёх метров с красными ягодами, из-за которых растение называют также «красной черникой». Ареал вида — тихоокеанское побережье Северной Америки от Аляски до Калифорнии.
- Vaccinium praestans Lamb. (1811) — Красника, или Вакциниум превосходный. Кустарничек, растущий на Дальнем Востоке, в Японии. Стебель почти горизонтальный, поднимается из мха не более чем на 10 см; листья до 6 см длиной, с шипиками. Цветки бледно-жёлтые; ягоды красные, до 1 см в диаметре; сок из них используется как лекарственное средство.
- Vaccinium reticulatum — Вакциниум сетчатый. Небольшой листопадный кустарник, эндемик Гавайских островов; встречается в высокогорных районах на высоте до 3700 м, широко распространён на островах Мауи и Гавайи. Ягоды съедобны, используются местным населением.
- Vaccinium stamineum L. (1753) — Черника тычиночная. Растение из Северной Америки высотой до одного метра; ягоды красноватые. Английское общеупотребительное название растения — deerberry (оленья ягода). Встречается в Мексике, США и Канаде.
- Vaccinium uliginosum L. (1753) typus — Голубика, или Голубика обыкновенная, или Голубика болотная, или Голубика топяная, или Голубика низкорослая. Морозостойкий листопадный кустарник высотой до одного метра со стеблем, который, в отличие от черники, древеснеет почти доверху. Встречается во всех регионах Северного полушария с умеренным и холодным климатом. Листья длиной до 3 см, цветки с пятизубчатым белым или розоватым венчиком, плоды синие, с сизым налётом, длиной до 1,2 см, съедобные. Один куст может жить до ста лет[9][13]. Ягоды собирают для использования в сыром и переработанном виде.
- Vaccinium vacciniaceum (Roxb.) Sleumer (1941) — Вакциниум рассечённый. Эпифитный вечнозелёный кустарник высотой до полуметра из Гималаев, Индии, Непала. Листья длиной до 5 см, узкие, зубчатые. В соцветиях — до двадцати цветков.
- Vaccinium vitis-idaea L. (1753) — Брусника, или Брусника обыкновенная. Кустарничек высотой до 40 см; широко распространённый в лесной зоне и тундре Северного полушария. Листья блестящие, с загнутыми вниз краями; венчик четырёхзубчатый; плоды красные, съедобные, с высокими вкусовыми качествами; ягоды и листья используются в медицине. В отличие от многих других европейских видов вакциниума, брусника — вечнозелёное растение[8][9][13]. Ягоды собирают для использования в сыром и переработанном виде.